# Juanita Coulson

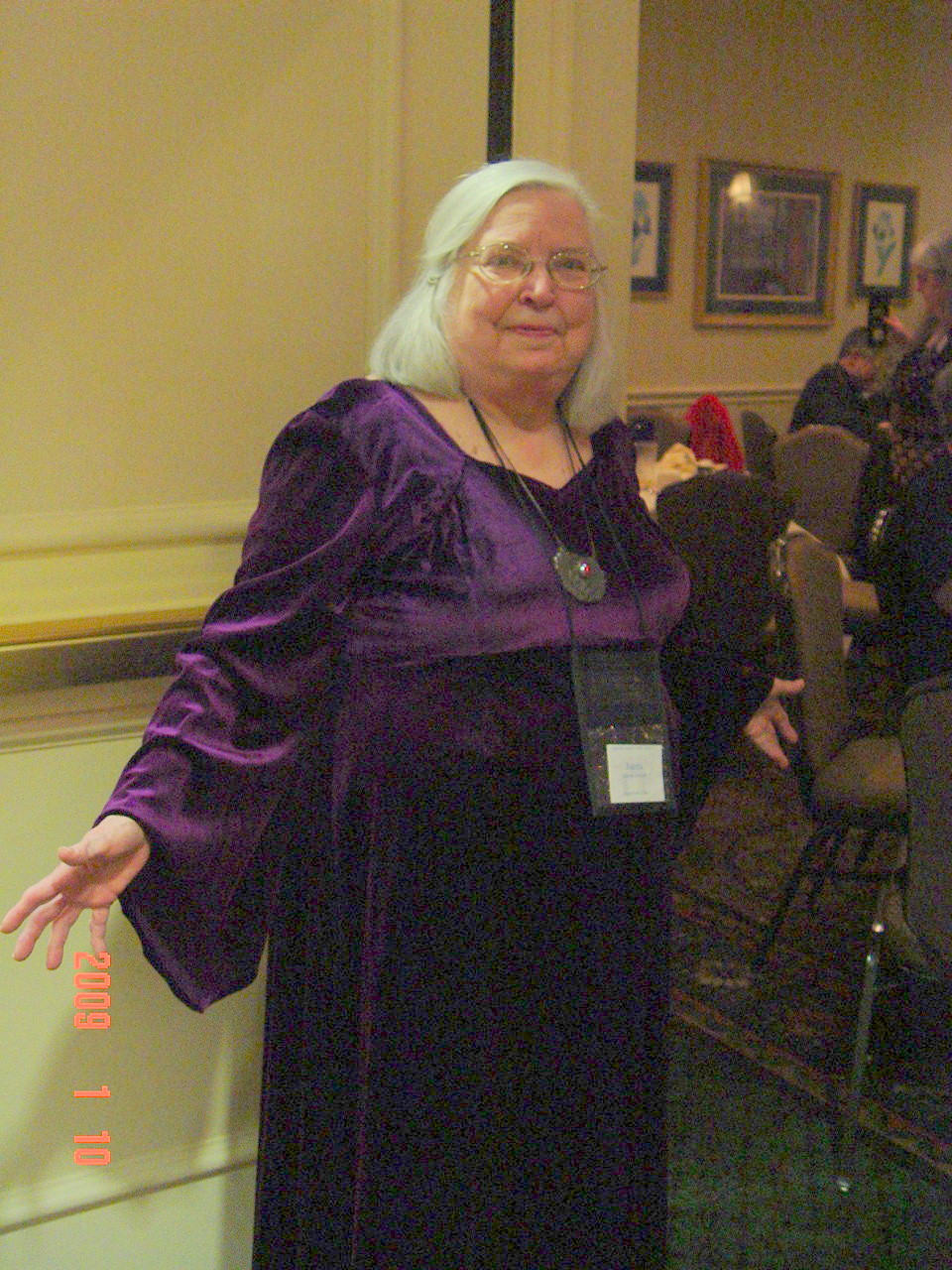
Juanita Coulson 2009

Juanita Ruth Coulson (geboren als Juanita Ruth Wellons am 12. Februar 1933 in Anderson, Indiana) ist eine amerikanische Science-Fiction-, Fantasy- und Horror-Autorin, Fanzine-Herausgeberin und Filk-Musikerin.

## Leben
Coulson ist die Tochter von Grant Elmer Wellons und Ruth Margaret Wellons, geborene Oemler. Sie studierte an der Ball State University, wo sie 1961 mit dem Master abschloss. Während ihres Studiums arbeitete sie von 1954 bis 1955 als Grundschullehrerin, bis 1957 in einer Buchbinderei und betrieb in der Folge 10 Jahre lang einen Kopierladen. Seit 1954 ist sie mit dem Schriftsteller Robert Stratton Coulson verheiratet, mit dem sie einen Sohn (geboren 1957) hat und von 1953 bis 1986 das Fanzine Yandro herausgab, das 1965 mit dem Hugo Award als Bestes Fanzine ausgezeichnet wurde.
Ihre erste, zusammen mit Marion Zimmer Bradley verfasste SF-Story Another Rib veröffentlichte sie unter dem Pseudonym John Jay Wells 1963 im Magazine of Fantasy and Science Fiction. In den folgenden Jahren schrieb sie über ein Dutzend Romane und zwei Serien, nämlich die auch ins Deutsche übersetzte Fantasy-Serie Krantin (2 Bde., 1978 und 1980) und die Familien-Space-Opera Children of the Stars (4 Bde., 1981 bis 1989). Neben den Science-Fiction-Werken schrieb sie eine Reihe dem Fantasy- und Horrorromanen.
Sie ist Mitglied der Science Fiction Writers of America (SWFA) und war zwei Jahre lang Herausgeberin des SFWA Forums.
Neben ihrer schriftstellerischen Arbeit ist sie eine anerkannte und ausgezeichnete Filk-Sängerin und -Songwriterin.

## Auszeichnungen
- 1962 Ralph Holland Memorial Award als Most Promising Artist[1]
- 1965 Hugo Award, Best Amateur Publication, zusammen mit Robert Coulson für Yandro
- 1971 Locus Award als bester Fan-Autor
- 1972 Co-Fan Guest of Honor, 30th World Science Fiction Convention (L.A.Con), Los Angeles[2]
- 1996 Filk Hall of Fame[3]
- 2012 Big Heart Award für herausragende Mitglieder der SF-Community
- 2012 Pegasus Award als beste Filk-Songschreiberin und -Komponistin[4]

## Bibliografie
Krantin (Romane)
- 1 The Web of Wizardry (1978)
  - Deutsch: Das Netz der Magier. Übersetzt von Andreas Brandhorst. Goldmann Fantasy #23849, 1984, ISBN 3-442-23849-8.
- 2 The Death God’s Citadel (1980)
  - Deutsch: Im Bann des Totengottes. Übersetzt von Andreas Brandhorst. Goldmann Fantasy #23871, 1985, ISBN 3-442-23871-4.

Children of the Stars (Romane)
- 1 Tomorrow’s Heritage (1981)
- 2 Outward Bound (1982)
- 3 Legacy of Earth (1989)
- 4 The Past of Forever (1989)

Romane
- Crisis on Cheiron (1967)
- The Singing Stones (1968)
- The Secret of Seven Oaks (1972)
- Door into Terror (1972)
- Stone of Blood (Birthstone Gothic #3, 1975)
- Unto the Last Generation (1975)
- Fear Stalks the Bayou (Zodiac Gothic #4, 1976)
- Space Trap (1976)
- Dark Priestess (1977)
- Fire of the Andes (1979)
- Star Sister (1990)
- Shadow over Scorpio (2004)

Kurzgeschichten
1963:
- Another Rib (in: The Magazine of Fantasy and Science Fiction, June 1963; als John Jay Wells, mit Marion Zimmer Bradley)
  - Deutsch: Überleben ! Übersetzt von Charlotte Winheller. In: Charlotte Winheller (Hrsg.): Die Esper greifen ein. Heyne Allgemeine Reihe #260, 1963. Auch als: Adams Rippe. Übersetzt von Theda Krohm-Linke. In: Helmut W. Pesch (Hrsg.): Das große Marion Zimmer Bradley Buch. Bastei-Lübbe Fantasy #20211, 1986, ISBN 3-404-20211-2.

1970:
- A Helping Hand (in: If, November-December 1970)

1973:
- Wizard of Death (in: Fantastic, February 1973)

1975:
- The Dragon of Tor-Nali (in: Fantastic, February 1975)

1976:
- Intersection Point (1976, in: Sondra Marshak und Myrna Culbreath (Hrsg.): Star Trek: The New Voyages)
  - Deutsch: Schnittpunkt im All. Übersetzt von Leni Sobez. In: Schnittpunkt im All. Pabel-Moewig (Terra Astra #306), 1977.
- Unscheduled Flight (1976, in: Sandra Ley (Hrsg.): Beyond Time)

1978:
- Uraguyen and I (1978, in: Alice Laurance (Hrsg.): Cassandra Rising; mit Miriam Allen deFord)

1985:
- The Legend of the Manfish (1985)
  - Deutsch: Die Legende vom Fischmann. Übersetzt von Mechtild Sandberg. In: Peter Wilfert (Hrsg.): Goldmann Fantasy Foliant III. Goldmann Fantasy #23844, 1985, ISBN 3-442-23844-7.

1990:
- The Scent of Magic (1990, in: Andre Norton (Hrsg.): Tales of the Witch World 3)

1994:
- Cold, Hard Silver (Ravenloft-Kurzgeschichte, 1994, in: Brian M. Thomsen (als Brian Thomsen) (Hrsg.): Tales of Ravenloft)

1995:
- A Matter of Faith (1995, in: Lois McMaster Bujold und Roland J. Green (Hrsg.): Women at War)

Sachliteratur
- The Arrows of the Queen Concordance: Valdemar in Talia’s Time (1994)